# Singahi Bhiraura
Singahi Bhiraura es un pueblo y nagar Panchayat situado en el distrito de Lakhimpur Kheri en el estado de Uttar Pradesh (India). Su población es de 19196 habitantes (2011). 

## Demografía
Según el censo de 2011 la población de Singahi Bhiraura era de 19196 habitantes, de los cuales 9957 eran hombres y 9239 eran mujeres. Singahi Bhiraura tiene una tasa media de alfabetización del 54%, inferior a la media estatal del 67,68%: la alfabetización masculina es del 59,86%, y la alfabetización femenina del 47,66%.